# Episodi di I'm in the Band (seconda stagione)
La seconda stagione di I'm in the Band è andata in onda negli Stati Uniti dal 17 gennaio 2011 al 9 dicembre 2011. 
In Italia il primo episodio va in onda il 16 maggio 2011 su Disney XD
| nº | Titolo originale                    | Titolo italiano                          | Prima TV USA      | Prima TV Italia |
| -- | ----------------------------------- | ---------------------------------------- | ----------------- | --------------- |
| 1  | I'm Out of the Band                 | Sono fuori dalla band                    | 17 gennaio 2011   | 2011            |
| 2  | Iron Weasel: The Video Game         | Iron Weasel: Il video game               | 24 gennaio 2011   | 2011            |
| 3  | Extreme Weasel Makeover             | Iron Weasel per sempre                   | 31 gennaio 2011   | 2011            |
| 4  | Camp Weasel Rock                    | Camp Weasel Rock                         | 7 febbraio 2011   | 2011            |
| 5  | Chucky's Revenge                    | La rivincita di "Cicci"                  | 28 febbraio 2011  | 2011            |
| 6  | Burning Down the House              | Una casa in cenere                       | 7 marzo 2011      | 2011            |
| 7  | Who Dunnit?                         | Caccia al colpevole                      | 14 marzo 2011     | 2011            |
| 8  | Yo, Check My House                  | Ehi, guarda la mia casa                  | 21 marzo 2011     | 2011            |
| 9  | Grand Theft Weasel                  | Un misterioso furto                      | 28 marzo 2011     | 2011            |
| 10 | Don't Date the Principal's Daughter | Vietato uscire con la figlia del preside | 4 aprile 2011     | 2011            |
| 11 | Weasels on a Plane                  | I Weasel hanno presso l'aereo            | 13 giugno 2011    | 2011            |
| 12 | Lord of the Weasels                 | Il signore dei Weasel                    | 20 giugno 2011    | 2012            |
| 13 | Weaselgate                          | Weaselgate                               | 27 giugno 2011    | 2011            |
| 14 | Prank Week 2                        | La settimana della burla                 | 1º agosto 2011    | 2011            |
| 15 | Pain Games                          | La prova del dolore                      | 8 agosto 2011     | 2011            |
| 16 | Iron Weasel Gets Shooled            | Gli Iron Weasel ritornano a scuola       | 15 agosto 2011    | 2012            |
| 17 | Kicked Out for Band Behavior        |                                          | 26 settembre 2011 | 2012            |
| 18 | Iron Weasel vs. Mini Weasel         | Iron Weasel contro Mini Weasel           | 3 ottobre 2011    | 2012            |
| 19 | Trippnotized                        |                                          | 7 dicembre 2011   | 2012            |
| 20 | Raiders of the Lost Dad             | I predatori del padre perduto            | 9 dicembre 2011   | 2012            |